# 小滝辰雄
小滝 辰雄（おだき ときお、1892年12月9日 - 1964年5月27日）は、日本の政治家。衆議院議員（1期）。顕八（あきわ）に改名。

## 経歴
東京都出身。1914年、早稲田大学政治経済科卒。1916年、同大学英法科、1915年、明治大学英法科卒。下谷区議、東京市会議員となる。
1924年の第15回衆議院議員総選挙において東京8区から憲政会公認で立候補したが落選。1928年の第16回衆議院議員総選挙において東京2区から立憲民政党公認で立候補して当選した。衆議院議員を1期務めた。1930年の第17回衆議院議員総選挙で落選。1932年の第18回衆議院議員総選挙にも立候補したが落選した。1964年死去。